# Aleksandra Urbańczyk-Olejarczyk
Aleksandra Urbańczyk-Olejarczyk (* 30. November 1987 in Łódź) ist eine polnische Schwimmsportlerin. Die vielseitige Lagenschwimmerin erzielte die Mehrzahl ihrer internationalen Erfolge, darunter ein Europameistertitel, auf der 25-Meter-Bahn.

## Karriere-Höhepunkte
Ihre bislang einzige Medaille bei Weltmeisterschaften auf der Kurzbahn gewann Aleksandra Urbańczyk 2012 in Istanbul auf der Rücken-Sprintstrecke mit Bronze in 26,50 s hinter der Chinesin Zhao Jing (25,95, CR) und der US-Amerikanerin Olivia Smoliga (26,13).
Kurzbahneuropameisterschaften brachten ihr dagegen bisher achtmal Edelmetall. Heraus ragte der Erfolg 2004 in Wien über die 100 m Lagen: Sie konnte in 1:00,75 min die Britin Lisa Chapman (1:00,88) und die Erlangerin Teresa Rohmann (1:01,18) auf die Plätze verweisen. Über 200 m Lagen konnte Rohmann den Spieß umdrehen und in 2:09,40 min vor ihr (2:10,64) und der Dänin Julie Hjørt-Hansen (2:13,03) anschlagen.
Einen Nachweis ihrer Vielseitigkeit legte Urbańczyk bei den Kurzbahneuropameisterschaften im Dezember 2015 im israelischen Netanja ab: Sie wurde Fünfte über 50 m Freistil (24,20), Vierte über 50 m Delfin (25,45) und holte im Rückensprint in 26,27 s Silber hinter der Ungarin Katinka Hosszú (26,13) und vor der Kroatin Sanja Jovanović (26,45).